# سیارک ۱۸۵۶۴۰
سیارک ۱۸۵۶۴۰ (به انگلیسی: 185640 Sunyisui، نامگذاری:2008EB34)۱۸۵۶۴۰مین سیارک کشف شده‌است که در ۰۱ مارس ۲۰۰۸ کشف شد.